# 麥克·達爾
麥克·柯蒂斯·達爾（英語：Michael Curtis Darr，1976年3月21日—2002年2月15日）是一名美国职业棒球大联盟外野手，為右投左打的球員，在1999年至2001年效力于圣迭戈教士隊。达尔在加利福尼亞州科洛纳出生并长大，在1994年高中毕业后，投入美國職棒選秀會，在第二轮被底特律老虎队选中；在1997年赛季前被交易到圣迭戈教士队，在1999年首次於美國職棒大聯盟。在2000年出賽58场比赛，在2001年擔任球隊開幕賽的右外野手，到8月之前為球隊的主力外野手。他的父親有短暫登上美國職棒大聯盟，在1977年效力於多伦多蓝鸟隊。
在2002年春季訓練期间，达尔在亞利桑那州皮奥里亚，酒後駕駛汽車且未繫安全帶，在途中發生事故而逝世。

## 早期生活
迈克·柯蒂斯·达尔于1976年3月21日出生于加利福尼亞州科罗纳，他的父亲在1977年效力於多伦多蓝鸟队，在大聯盟出賽一場比賽  ，达尔还有一个弟弟，于1996年被圣路易斯红雀队选中，并在小联盟體系五年。在成长过程中，达尔与达林·基亚维里尼是好朋友，达林·基亚维里尼後來成為美式足球員。 达尔在高中時期，参加棒球比賽時獲得了加利福尼亞州校際聯合會的獎項；然而，他有濫用药物的麻煩，不過透過心理諮詢克服的這個麻煩。1994年，达尔從高中毕业，當年与高中时的女朋友娜塔莉结婚。

## 底特律老虎時期 (1994年至1996年)
達爾是一位右投左打的球員，在1994年投入美國職棒體系的選秀會，在第二轮被底特律老虎隊选中。他在阿巴拉契亞聯盟的布里斯托尔老虎队开始了他的职业生涯，當年球季打擊率0.275，得分23分，擊出安打41支及全壘打1支，打点18分。隔年他晋升至低階1A等級，在南大西洋联盟费耶特维尔将军隊出賽112场，打擊率0.289，得分58分、擊出安打114支及全壘打5支，打點66分。
到1996年，一家名為美國棒球的雜誌社将达尔列为底特律老虎队最佳新秀的第七名。當年球季，他在高階1A佛罗里达州联盟莱克兰老虎队出賽85场比赛，打擊率0.248，得分26分，安打77支，打点38分，沒有全壘打。在1997年春季訓練期間的3月22日，他与馬特·斯克梅塔一起被交易到圣迭戈教士。

## 圣迭戈哥教士時期

### 高階1A及2A (1997年至1998年)
1997年，达尔在加利福尼亞联盟的倫秋庫卡蒙佳地震隊，在其中一場比賽中他六次击球中击出六支安打，这是當時的球队纪录；本赛季，达尔在134场比赛中，全壘打15支，打點104分及安打179支，打擊率0.344。此外，他还盗垒23次，仅被抓到7次。球队将他评为當年度小联盟最佳球员。 該年球季，达尔没有被美國棒球評選为該隊十大新秀之一。
1998年，达尔被美國棒球評為該隊第六大新秀，當年他在2A層級南方联盟莫比爾灣熊隊队出賽132场比赛。擊出全壘打6支及安打162支，得分105分，打擊率0.310。 

### 在小聯盟與大聯盟中遊走（1999年至2000年）
1999年，达尔被美國棒球评为該隊第四大新秀。開季時，層級已到3A，他在太平洋岸聯盟拉斯维加斯飛行者隊开始了这个球季，在5月時被晋升到大聯盟。5月23日，他在大联盟首次登板，當天的對手是辛辛那提紅人隊，替補鲁本·里维拉上場，首次打席安打，第二打席被三振，球队以2-6輸球。 第二天，他在对上亚利桑那响尾蛇隊的比赛中先發右外野，其中一次與安迪·贝尼斯的投打對決時中擊出一垒安打，但球隊以5-6輸球。在6月8日對上奥克兰运动家隊的跨聯盟比賽中，其中一次與提姆·哈德森的投打對決時擊出他在大聯盟生涯的首支全壘打，幫助球隊以5-3贏球。在7場比賽後，于6月13日降回小聯盟3A層級，原因是托尼·格温傷癒歸隊。在整季的100場的小聯盟出賽中，13次的盜壘嘗試中成功10次，擊出安打114支及全壘打10支，另有打點62分，得分57分，打擊率為0.298。達爾於九月時再次被晉升到大聯盟，在當年球季結束前多數為替補右外野手。當年球季在大聯盟的25场比赛中，得分6分，擊出13支安打及2支全壘打，打點3分，打擊率为0.271。当年，他再次被评为該隊小联盟年度最佳球员。
在2000年，达尔被美國棒球評為該隊第七大新秀。當年4月，他在大聯盟打了5场比赛，但赛季前四个月的大部分时间都在小聯盟度过。在小聯盟的91场比赛中，得分79分，擊出126支安打及9支全壘打，打點65分，打擊率0.344，在22次盜壘嘗試中成功13次。球隊在7月31日交易截止日期時，將外野手阿爾·馬丁交易出去，因此產生一個外野的空缺，使他再次被升上大聯盟。达尔在當年度剩餘的比賽，多數先發守右外野手。达尔在他的第二个大联盟球季中出賽58场比赛，得分21分，擊出安打55支及全壘打1支，打點30分，打擊率0.268，10次盜壘嘗試中成功9次

### 完整的大聯盟球季（2001年）
2001年，达尔成為開幕賽的先發球员，擔任右外野手。在5月2日至23日，他被列入傷病名單。在6月7日，他打出4支安打并為球隊貢獻4分打點，帮助球队以10-7擊敗旧金山巨人隊。八月份起，他的先發場數漸少，九月份的上場頻率也偏少 。尽管达尔有很好的防守能力，但他不是一个強擊球員。 在當年球季只擊出两支全垒打，這兩支都是致勝的全壘打；一支是在8月16日对上纽约大都会隊，在第八局面對里克·懷特時擊出，帮助球隊以6-5获胜；另一支是在9月22日對上舊金山巨人队，在第十局代打面對布萊恩·勃林格時击出一支再見全壘打，帮助球隊以4-3获胜；有趣的是，這球是外野手卡爾文·穆雷未能接住，球碰到手套後反彈出牆而形成全壘打。达尔在本球季出賽105场比赛，打擊率為0.277，打點34分。

## 酒後駕駛事件
2002年2月15日，达尔在亞利桑那州皮奥里亚進行春季訓練，當天他酒後駕駛汽車，載有其隊友本·霍华德及好友杜安·詹森，僅有霍华德繫安全帶；車輛在途中發生碰撞，達爾和詹森被彈飛至車外並逝世，而霍华德僅受到輕傷，經抽血，達爾的血液中的酒精濃度为0.11%，超过法定的標準0.08%。當時球隊的總教練布魯斯·波奇表示：「达尔不仅是一位优秀的球员。这个年轻人是我们所有人都非常关心的球員，也是一个有趣的球員，很受队友的喜爱。」